# Mindanao (rzeka)
Mindanao, znana również jako Rio Grande de Mindanao – druga co długości rzeka Filipin. Położona na wyspie Mindanao. Liczy 373 km długości.
Jest to rzeka górska i zasobna w wodę. Wypływa w górach w prowincji Bukidnon. Wpływa do Zatoki Illana. Nad Mindanao leżą miasta: Malaybalay, Valencia, Kidapawan, Koronadal, Cotabato. Głównymi dopływami rzeki są Allah, Buluan, Pulangi.